# Scott Humphries
Scott Humphries (Greeley, 3 juni 1977) is een Amerikaans tennisser die tussen 1995 en 2007 actief was in het professionele tenniscircuit.
Humphries was vooral succesvol in het herendubbeltennis waarin hij drie ATP-toernooien op zijn naam schreef en in nog eens zeven finales stond.
Als junior won Humphries de enkelspeltitel op Wimbledon in 1994 door in de finale Mark Philippoussis te verslaan.

## Palmares
| Legenda                       | Legenda               |
| ----------------------------- | --------------------- |
| Grand Slam                    |                       |
| Olympische Spelen             |                       |
| tot 2009                      | vanaf 2009            |
| Tennis Masters Cup            | ATP Finals            |
| ATP Masters Series            | ATP Tour Masters 1000 |
| ATP International Series Gold | ATP Tour 500          |
| ATP International Series      | ATP Tour 250          |

### Dubbelspel
| 1.                           | 13 februari 2000  | ATP San José        | Hardcourt (i) | Jan-Michael Gambill | Lucas Arnold Ker Eric Taino       | 6-1, 6-4             | Details |
| 2.                           | 11 september 2000 | ATP Tasjkent        | Hardcourt     | Justin Gimelstob    | Marius Barnard Robbie Koenig      | 6-3, 6-2             | Details |
| 3.                           | 15 september 2002 | ATP Costa do Sauípe | Hardcourt     | Mark Merklein       | Gustavo Kuerten André Sá          | 6–3, 7–6(1)          | Details |
| Verloren finales herendubbel |                   |                     |               |                     |                                   |                      |         |
| 1.                           | 29 augustus 1999  | ATP Long Island     | Hardcourt     | Jan-Michael Gambill | Olivier Delaître Fabrice Santoro  | 5-7, 4-6             | Details |
| 2.                           | 14 november 1999  | ATP Stockholm       | Hardcourt (i) | Jan-Michael Gambill | Piet Norval Kevin Ullyett         | 5-7, 3-6             | Details |
| 3.                           | 27 februari 2000  | ATP London          | Hardcourt (i) | Jan-Michael Gambill | David Adams John-Laffnie de Jager | 3-6, 7-6(7), 6-7(11) | Details |
| 4.                           | 30 juli 2000      | ATP Los Angeles     | Hardcourt     | Jan-Michael Gambill | Paul Kilderry Sandon Stolle       | Walk over            | Details |
| 5.                           | 27 augustus 2000  | ATP Long Island     | Hardcourt     | Jan-Michael Gambill | Jonathan Stark Kevin Ullyett      | 4-6, 4-6             | Details |
| 6.                           | 14 september 2003 | ATP Costa do Sauípe | Hardcourt     | Mark Merklein       | Todd Perry Thomas Shimada         | 2-6, 4-6             | Details |
| 7.                           | 5 oktober 2003    | ATP Tokio           | Hardcourt     | Mark Merklein       | Justin Gimelstob Nicolas Kiefer   | 7-6(6), 6-3, 6-7(4)  | Details |

## Prestatietabellen
| Legenda | Legenda                          |
| ------- | -------------------------------- |
| g.t.    | geen toernooi gehouden           |
| l.c.    | lagere categorie                 |
| –       | niet deelgenomen                 |
| G       | uitgeschakeld in de groepsfase   |
| 1R      | uitgeschakeld in de eerste ronde |
| 2R      | uitgeschakeld in de tweede ronde |
| 3R      | uitgeschakeld in de derde ronde  |
| 4R      | uitgeschakeld in de vierde ronde |
| KF      | uitgeschakeld in de kwartfinale  |
| HF      | uitgeschakeld in de halve finale |
| F       | de finale verloren               |
| W       | het toernooi gewonnen            |
| w-v     | winst/verlies-balans             |

### Prestatietabel grand slam, dubbelspel
| Toernooi        | 1994 | 1995 | 1996 | 1998 | 1999 | 2000 | 2001 | 2002 | 2003 | 2004 |
| --------------- | ---- | ---- | ---- | ---- | ---- | ---- | ---- | ---- | ---- | ---- |
| Australian Open | –    | –    | –    | –    | –    | 3R   | HF   | 1R   | 2R   | 1R   |
| Roland Garros   | –    | –    | –    | –    | 1R   | 1R   | 1R   | 2R   | 1R   | 1R   |
| Wimbledon       | –    | –    | 2R   | –    | 1R   | 1R   | 1R   | 2R   | 1R   | KF   |
| US Open         | 1R   | 1R   | –    | 1R   | 2R   | 2R   | 1R   | 2R   | 1R   | 1R   |